# Charles Moore

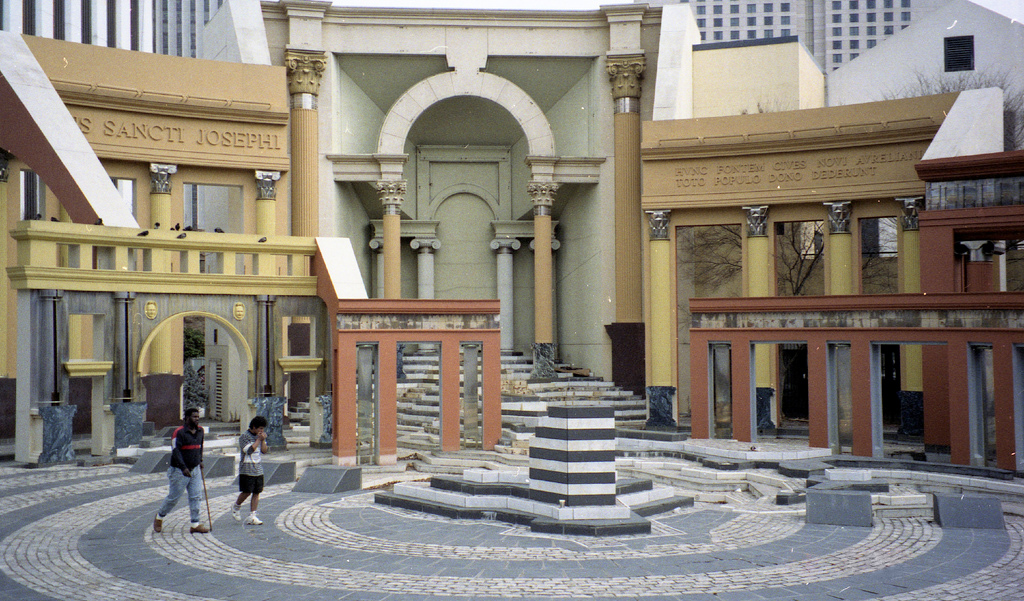
Piazza d'Italia i New Orleans.

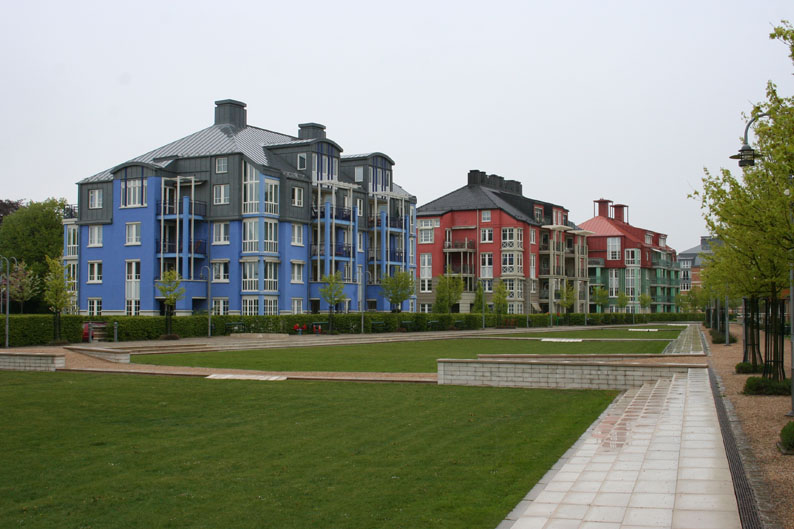
Bostadsområdet Potatisåkern i Malmö ritat av Moore Ruble Yudell.

Charles Willard Moore, född 31 oktober 1925 i Benton Harbor, Michigan, USA, död 16 december 1993 i Austin, Texas, USA, var en amerikansk arkitekt och en av de mest inflytelserika företrädarna för postmodernismen.
Moore ritade 1978 Piazza d'Italia för den italiensk-amerikanska kolonin i New Orleans, ett ikoniskt verk inom postmodernistisk arkitektur. Denna torgbildning är färg- och formrik, delvis genom neon och har kolonner, en tempelfasad och en fontän vars vatten rinner ut över en abstraherad karta över Italien. En av triumfbågarna har två kartuscher med avgjutningar av Moores ansikte ur vars munnar det sprutar vatten. Att på detta sätt referera till historisk arkitektur och låna former och motiv hade under den modernistiska epoken (omkring 1930–1980) varit så gott som "förbjudet" inom arkitekturen.

## Verk i urval
- Sea Ranch Condominium, USA (1963)
- Kresge College vid University of California Santa Cruz, USA (1971)
- Piazza d'Italia, New Orleans, Louisiana, USA (1974–1978)
- Bostadsområdet Potatisåkern i Malmö, Sverige (1987–2001)
- The Beverly Hills Civic Center i Beverly Hills, Kalifornien, USA (1992)
- The Haas School of Business vid University of California, Berkeley, USA (1995)
- Washington State History Museum i Tacoma, Washington, USA (1996)